# Alexandria (Jamaica)
Alexandria is een dorp in het Caraïbische land Jamaica, dat in het centrum van het gelijknamige eiland ligt.
Alexandria behoort tot de parish Clarendon. Het dorp telde in 1991 1672 inwoners. Met een ziekenhuis en een politiebureau is het een van de grotere nederzettingen in de heuvels van Jamaica. Landbouw is er een voorname bron van inkomsten. In de jaren 1836-1842 vestigden zich hier Duitse emigranten.